# 専修寺
専修寺（せんじゅじ）は、浄土真宗10派のうちの一つである真宗高田派の寺院。本寺専修寺と本山専修寺がある。本山の住職が本寺の住職を兼任している。「専修寺」の名の由来は浄土系宗派の特徴である専修念仏に基づいている。

## 本寺専修寺

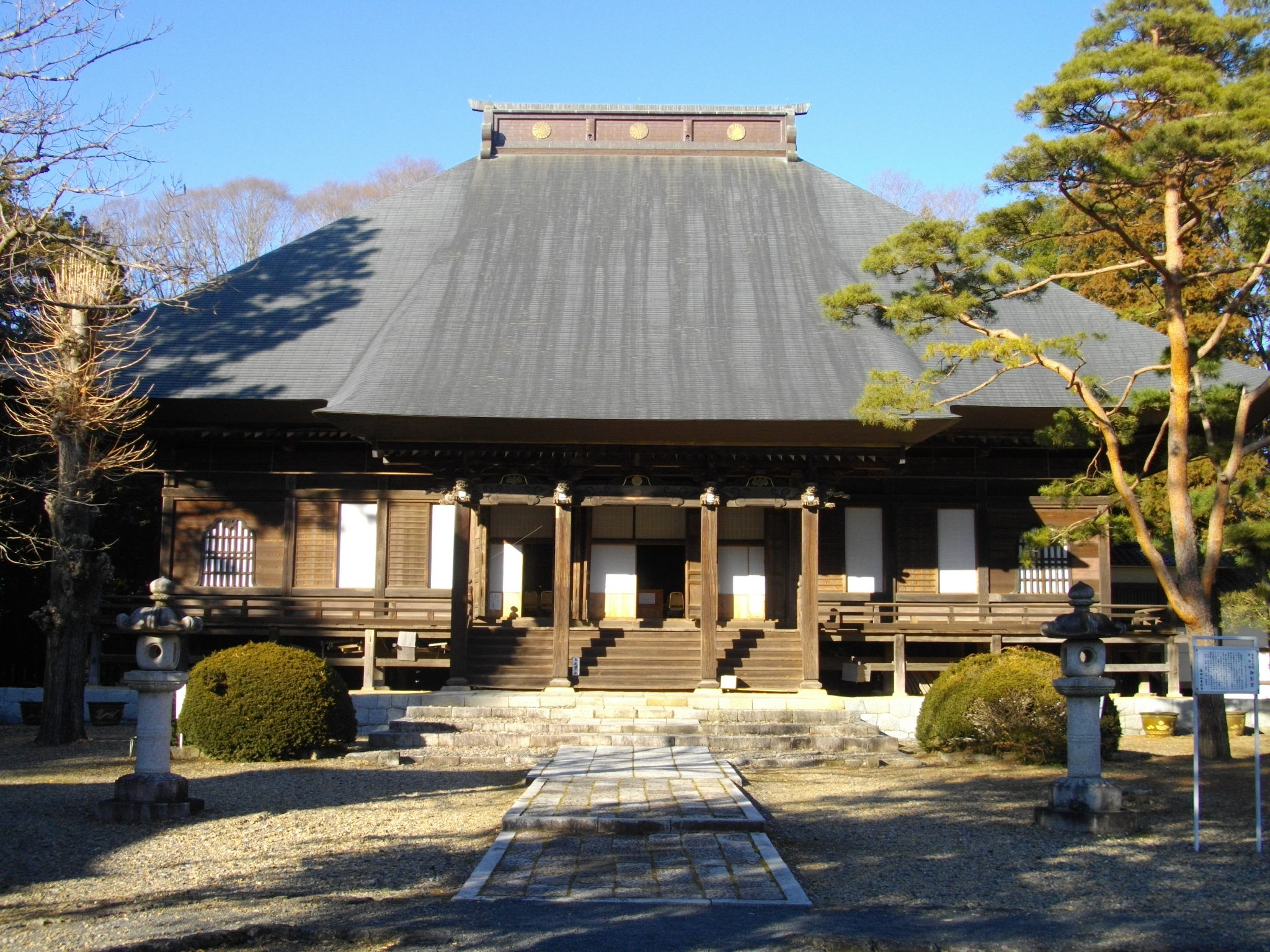
本寺専修寺 御影堂

専修寺（せんじゅじ）は、栃木県真岡市高田にある真宗高田派の本寺の寺院。山号は高田山。本尊は善光寺式阿弥陀三尊（一光三尊仏）。本寺専修寺と呼ばれている。

### 歴史
嘉禄元年（1225年）、浄土真宗の開祖である親鸞が、関東各地の教化に入って十余年、真岡城主大内国行の懇願により建てられた寺院と伝えられる。また、『親鸞聖人正統伝』によれば親鸞が「般舟石（はんじゅせき）」の上で野宿をしていた時に、童子の姿をした明星天子が現れてこの地に寺院を建立するようにいったという。その際、信濃国善光寺の本尊である秘仏を模した善光寺式阿弥陀三尊（一光三尊仏）を善光寺より迎えて本尊とした。その為、親鸞が建立した唯一の寺だとされている。その後、二十四輩の第二番であり、親鸞門弟の有力者の一人であった真仏が管理に当たっていたものと推定されている。
翌嘉禄2年（1226年）には、後堀河天皇から「専修阿弥陀寺」という勅願寺の綸旨を受け、親鸞の教化活動は遊行から本寺中心に変わり、建立後約7年間この寺で過ごしたとしている。このように、本寺は東国における初期の浄土真宗の教団活動上重要な役割を果たした寺である。真仏を中心とした門徒衆は、関東各地の門徒が作る教団の中で最も有力な教団「高田門徒（現・真宗高田派）」を形成し、京都へ帰った親鸞からしばしば指導の手紙や本人が書き写した書物などが送られている。
同じ浄土真宗の教団の中では、大谷廟堂（後の本願寺）が応長2年（1312年）に「専修寺」の額を掲げたが、延暦寺の反対により撤去している。長らく衰微していたものの15世紀半ばごろに本願寺第8世蓮如によって「本願寺教団」として急速に勢力を拡大していった。また、三門徒派専照寺も建立当初は「専修寺」と号していた。当寺が「専修寺」を名乗り始めたのは室町時代のようである。
専修寺を再び飛躍させたのが、東海・北陸方面に教化を広めた第10世真慧（しんね）であった。真慧は下野国の有力領主であった宇都宮正綱の庇護を受け、その子である宇都宮成綱・塩谷孝綱兄弟も真慧没後の住持不在時にもこれを手厚く保護している。また、この頃に専修寺は延暦寺東塔の末寺となっている。
だが、永正9年（1512年）10月に真慧が亡くなると、真慧の妻の連れ子である応真（富樫政親の子）派と、常盤井宮家出身の養子である真智（後柏原天皇の猶子）派で争いが勃発する。その最中、本寺専修寺は大永6年（1526年）に兵火によって炎上し、荒廃した。その為に真慧が伊勢国に建てた一身田無量寿院が本山とされ、本山専修寺となっていった。
本寺専修寺の伽藍は江戸時代に入って再建され、本尊の一光三尊仏は今もここに安置されている。
本寺専修寺の北東約200mの場所に当寺ゆかりの「般舟石」があり、また、南東およそ2kmの所に、専修寺造営中に親鸞が仮住居としていたと伝えられる「三谷草庵」が復元されている。

### 境内
- 如来堂（重要文化財） - 本堂。元禄14年（1701年）再建。浄土真宗の阿弥陀堂建築としては特異な形である。
- 御影堂（重要文化財） - 寛保3年（1743年）再建。間口23.71m、奥行20.07mで、栃木県内の堂宇としては輪王寺三仏堂に次ぐ大きさである。
- 太子堂 - 江戸時代初期に現在地に移転する。
- 鐘楼 - 嘉永2年（1849年）再建。
- 鼓楼 - 弘化3年（1846年）再建。太鼓は名古屋来迎寺の門徒が天保13年（1842年）に寄進したもの。
- 御成門
- 対面所
- 庫裏
- 書院 - 崇徳書院と呼ばれる。
- 御殿
- 涅槃堂 - 2000年（平成12年）建立。
- 長屋門
- 山門（楼門、重要文化財） - 元禄年間（1688年 - 1704年）再建。「高田山」の扁額は天台座主一品公猷法親王の筆。
- 茶所
- 総門（大門、重要文化財） - 柱は創建当時のものだとされている。
- 御廟 - 親鸞聖人の歯9粒が埋葬されている。
- 歴代住持の墓
- 般舟石（はんじゅせき） - この石の上で親鸞が野宿をしていた時に、童子の姿をした明星天子が現れてこの地に寺院を建立するようにいったとされる。

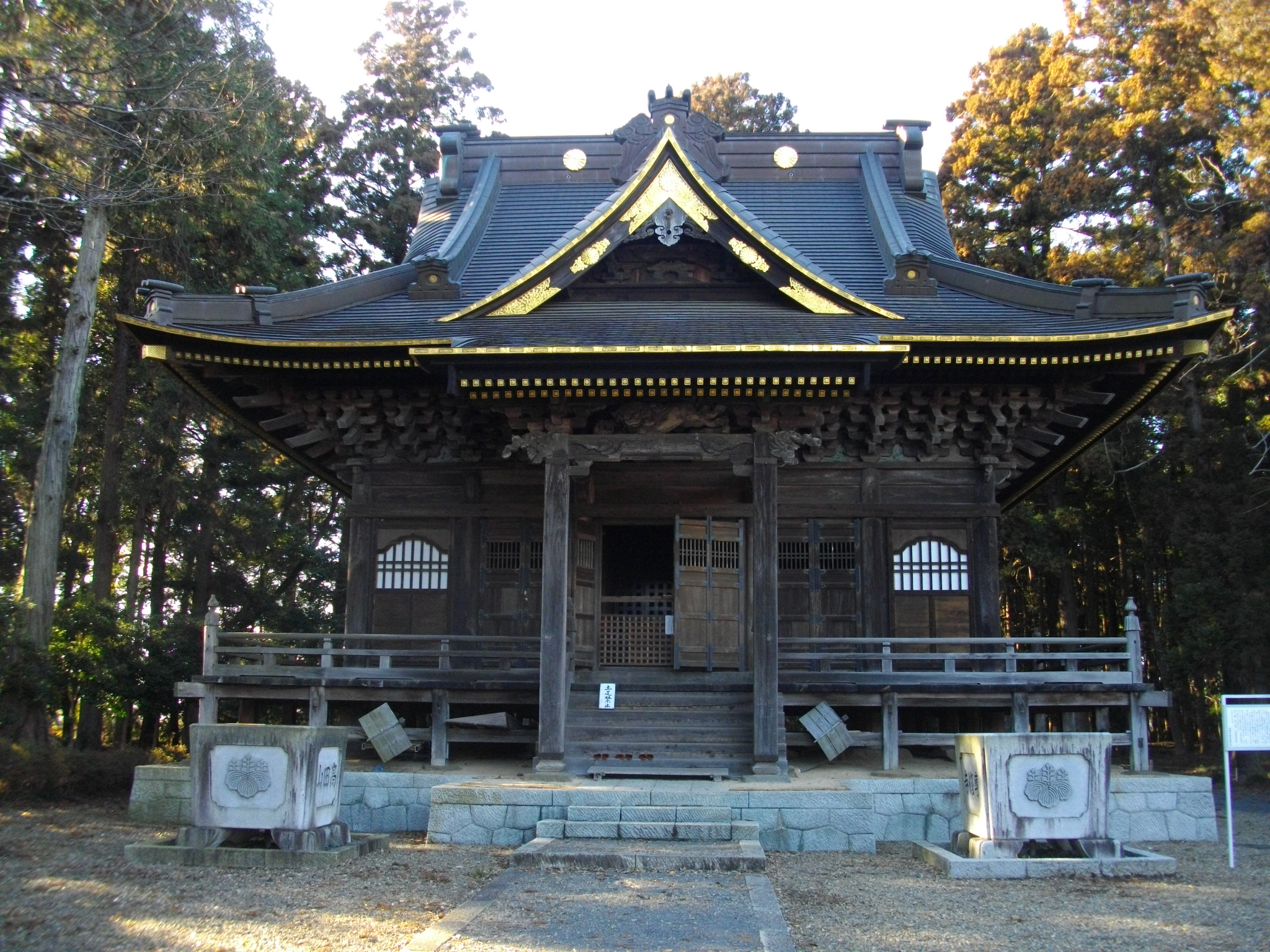
如来堂
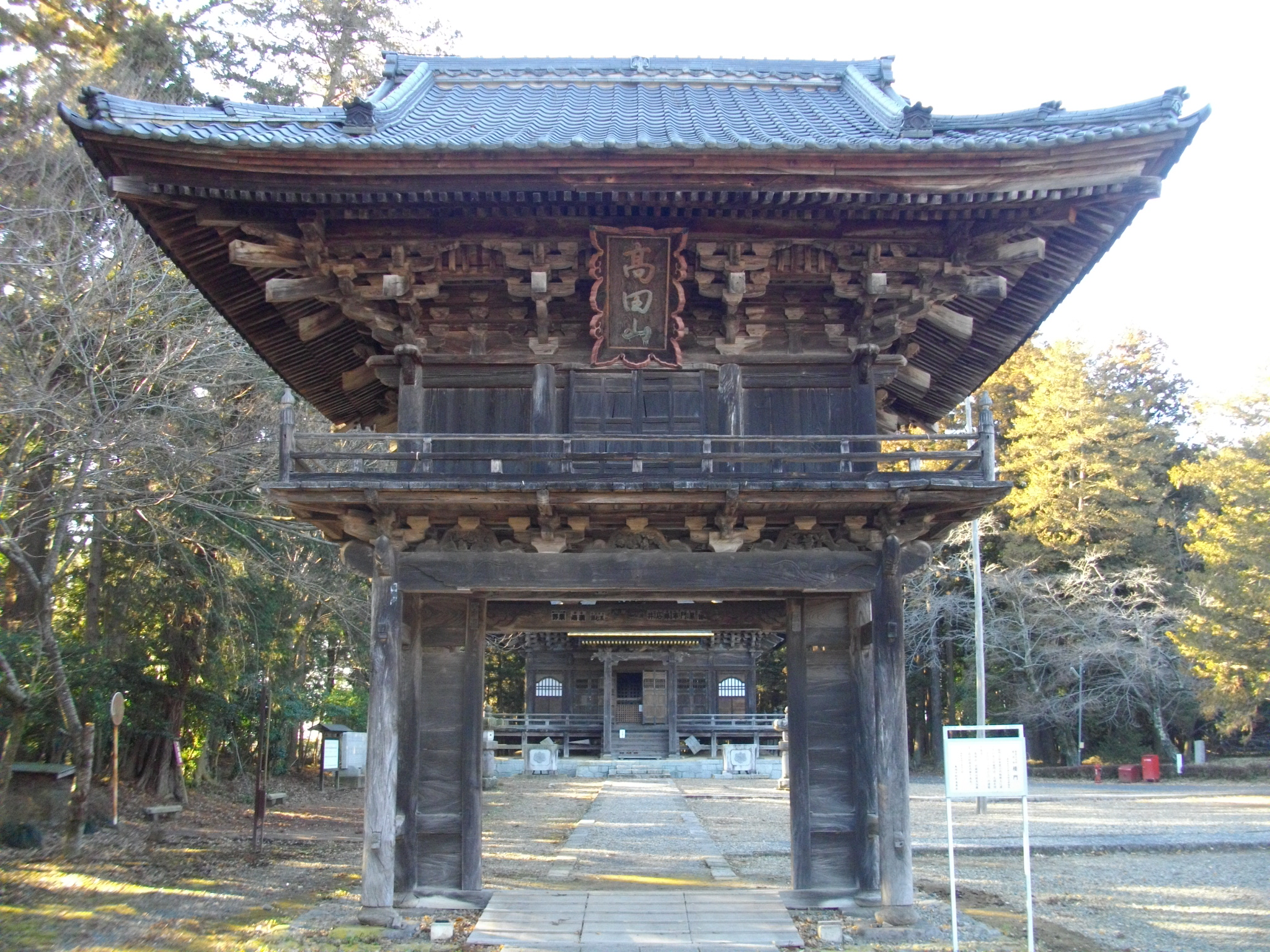
山門
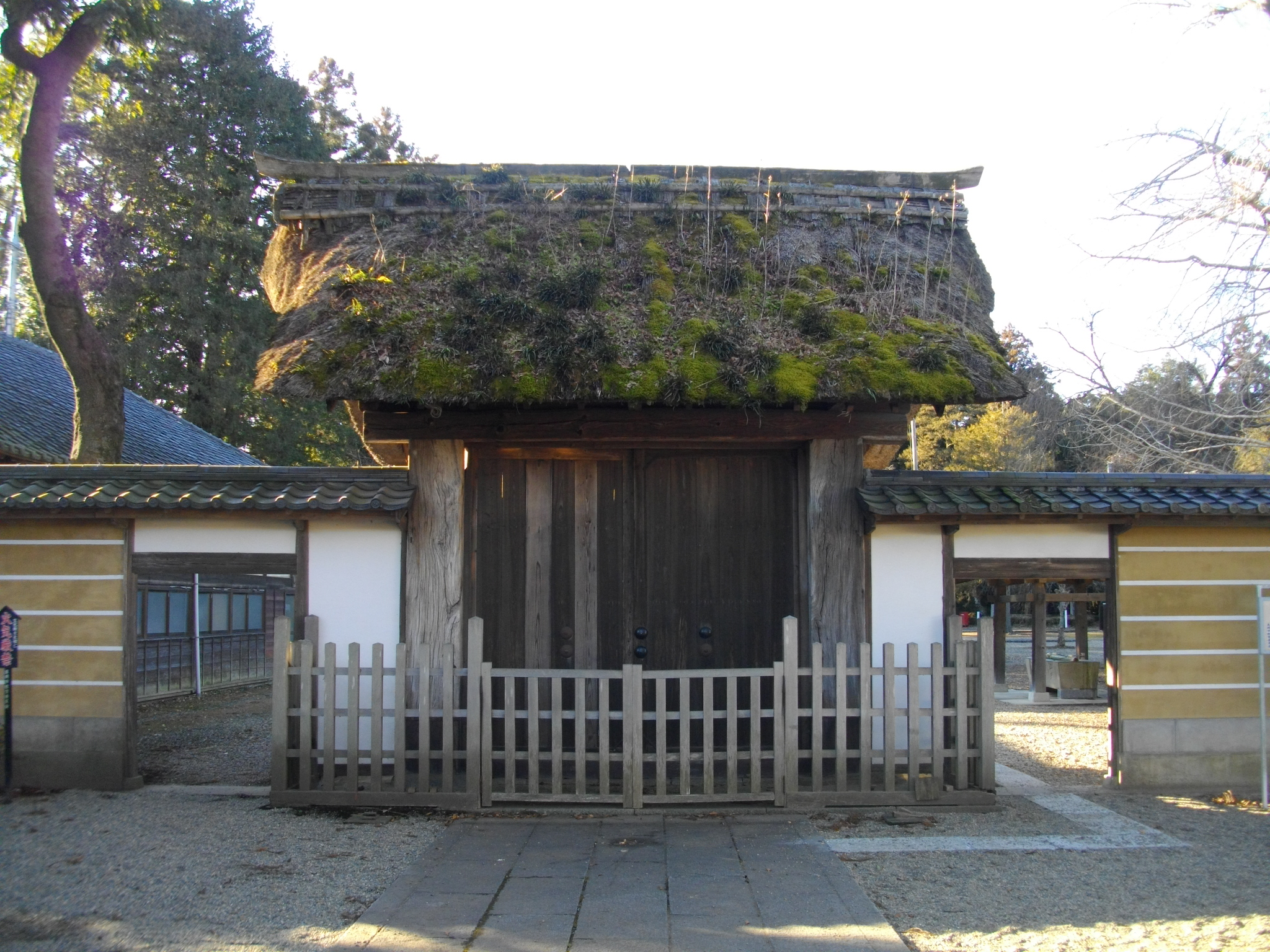
総門

### 文化財

#### 重要文化財
- 専修寺 4棟
  - 御影堂
  - 如来堂
  - 楼門（山門）
  - 総門
- 木造顕智坐像 - 像内に延慶3年（1310年）道恵、円慶等の銘がある。
  - 附：木造真仏坐像 - 像内に文明12年（1480年）の銘がある[3]。

#### 国指定史跡
- 専修寺境内 - 1967年（昭和42年）7月6日、境内が国の史跡に指定された[4][4]。

#### 栃木県指定有形文化財
- 木造親鸞聖人像 - 「等身の御影」と呼ばれる。寛永15年（1638年）に、伊勢国一身田本山専修寺から当地へ移される。
- 木造南無仏太子像 - 14世紀の作。
- 木造涅槃像 - 元禄15年（1702年）、江戸湯島の久兵衛の作。
- 木造一光三尊仏 - 本尊のお前立像。
- 木造阿弥陀如来立像 - お内仏。説法身像。鎌倉時代後期の作。

## 本山専修寺
専修寺（せんじゅじ）は、三重県津市一身田町にある真宗高田派の本山の寺院。山号は高田山。本尊は「証拠の如来」と呼ばれる阿弥陀如来。本山専修寺、一身田専修寺と呼ばれている。

### 歴史
伊勢国の門徒の要請もあり、また、新たな布教の拠点とする為に専修寺第10世真慧が文明年間（1469年 - 1487年）に無量寿院として創建する。文明10年（1478年）には朝廷の尊崇を得て、「この寺を皇室の御祈願所にする」との後土御門天皇綸旨（専修寺文書第29号）を得ることに成功している。
下野国高田の本寺が大永6年（1526年）に兵火によって焼失し、また教団が応真派と真智派に分かれて争い、無量寿院住持の応真が第11世となったことから次第にここが教団の中枢となり、やがて本山専修寺と呼ばれるようになった。数多くある親鸞の真筆類もここへ移され、親鸞の肖像をはじめ、直弟子などの書写聖教など貴重な収蔵品を多数保持している。
江戸時代の正保2年（1645年）1月、大火で全山全焼してしまう。しかし、万治元年（1658年）に津藩第2代藩主藤堂高次から土地の寄進を受け、寛文6年（1666年）から御影堂の再建に着手、延宝7年（1679年）に完成した。その際、他の浄土真宗の本山寺院である西本願寺や東本願寺、佛光寺のように主な堂を東面させて建てるのではなく、門徒の意見通りにこれまで通りの南面形式での再建となった。それは、東からの伊勢湾の風が強かったこと、境内地が東西の横長に広がっていたこと、南側に幹線道路があるからなどが理由となっている。
浄土真宗最大宗派の東西本願寺に匹敵する広大な境内を持ち、周囲は寺内町を形成している。
2018年（平成30年）にはドラマ「MAGI天正遣欧少年使節」のロケが行われた。境内の建物でロケが行われたのは、長い歴史の中でも初めてである。2020年公開の映画「浅田家!」でも、専修寺でロケが行われた。近年御影堂と阿弥陀堂が三重県下初の国宝に指定された。

#### 本尊「証拠の如来」
寛正6年（1465年）、天台宗の延暦寺は正月早々に以前から対立していた本願寺第8世蓮如を「仏敵」とし、延暦寺西塔の衆徒が一斉に大谷本願寺を襲って破却し、3月になると再び本願寺を破却した（寛正の法難）。そんな中、延暦寺は高田派と本願寺派との違いがあまり理解できなかったのか、高田派を本願寺派と同一視して敵視してきた。そのために7月になって真慧は比叡山に登り、専修寺門流（高田派）は無碍光流（本願寺派）とは全く別であることを陳述した。さらに寺伝によると、その理解を得ようと7日間にわたって親鸞の教えである浄土真宗の教義を講義したところ比叡山中の僧侶が感動し、真慧は親鸞聖人の再来ではないのかとの噂まででた。こうして、高田派こそ浄土真宗の正統だと認められ、円仁（慈覚大師）が一刀三礼で彫り上げた阿弥陀如来立像を延暦寺から譲られたとする（証拠如来縁起）。以来、この「証拠の如来」と呼ばれている阿弥陀如来像は一身田本山専修寺の本尊となっている。

### 境内
- 如来堂（国宝）[8][9] - 専修寺の本堂。延享5年（1748年）7月18日上棟。禅宗様式の外観が特徴で、この様式では国内最大規模である。屋根の妻には左甚五郎作と伝えられる鶴の彫物が取り付けられている。
- 御影堂（国宝） [8][9] - 寛文6年（1666年）上棟。間口42.73m、奥行33.50mの大型の堂宇。畳780枚が敷かれており、全国の国宝木造建築の中で5番目の大きさである。
- 通天橋（重要文化財） - 寛政12年（1800年）11月6日上棟。如来堂と御影堂を結ぶ渡り廊下。
- 太子堂 - 聖徳太子を祀る。
- 御廟 - 寛文12年（1672年）造営。
- 歴代住持の墓
- 御廟拝堂（重要文化財） - 安政5年（1858年）再建。
- 御廟唐門（重要文化財）
- 透塀（重要文化財）
- 骨堂（重要文化財）
- 納骨堂
- 茶室「安楽庵」 - 江戸時代初期の建築。千利休の長男千道安と織田有楽斎にちなんで名付けられている。
- 庭園「雲幽園」（三重県指定史跡・名勝）
- 大玄関（重要文化財） - 寛政2年（1790年）再建。1878年（明治11年）に現在地に移築。
- 対面所（重要文化財） - 天明6年（1786年）閏10月2日再建。
- 賜春館（重要文化財） - 1878年（明治11年）に作られた書院。
- 宝物館「燈炬殿」 - 1962年（昭和37年）に開設した宝物館を2023年（令和5年）5月にリニューアルしたもの。
- 宗務院
- 食堂
- 太鼓門（重要文化財） - 平屋建ての長屋門の上に三層の櫓を乗せたもの。最上階に大太鼓（津市指定有形民俗文化財）を吊っている。文久元年（1861年）の親鸞聖人600年忌法要の記念事業の一環で太鼓門を三層に嵩上げした。
- 婦人会館
- 大講堂
- 鐘楼（重要文化財） - 正徳3年（1713年）再建。梵鐘は慶安5年（1652年）に辻越後守重種と一族の氏種が鋳造したもの。
- 高田会館 - 2013年（平成25年）9月に高田青少年会館をリニューアルしたもの。
- 高田会館ホール - 2012年（平成24年）4月30日築。
- 茶所（重要文化財） - 宝暦10年（1760年）築。
- 山門（重要文化財） - 宝永元年（1704年）頃の再建。1層目の屋根の裏側が3間分だけ張り出している造りの裏向拝は他に例を見ない。
- 唐門（重要文化財） - 天保15年（1844年）再建。
- 第二納骨堂
- 進納所
- 高田学苑
- 高田幼稚園
- 釘貫門（津市指定有形文化財）

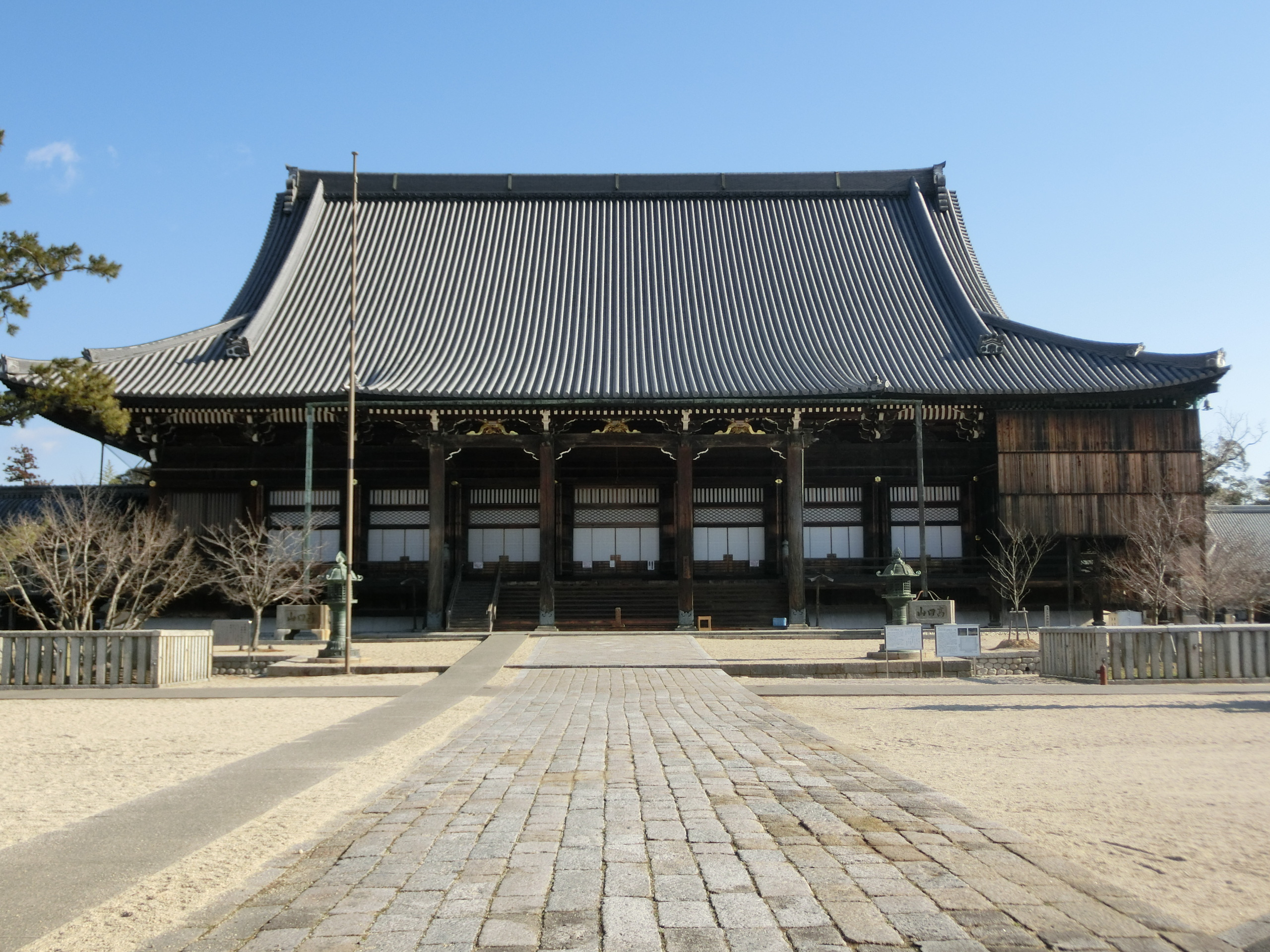
御影堂（国宝）
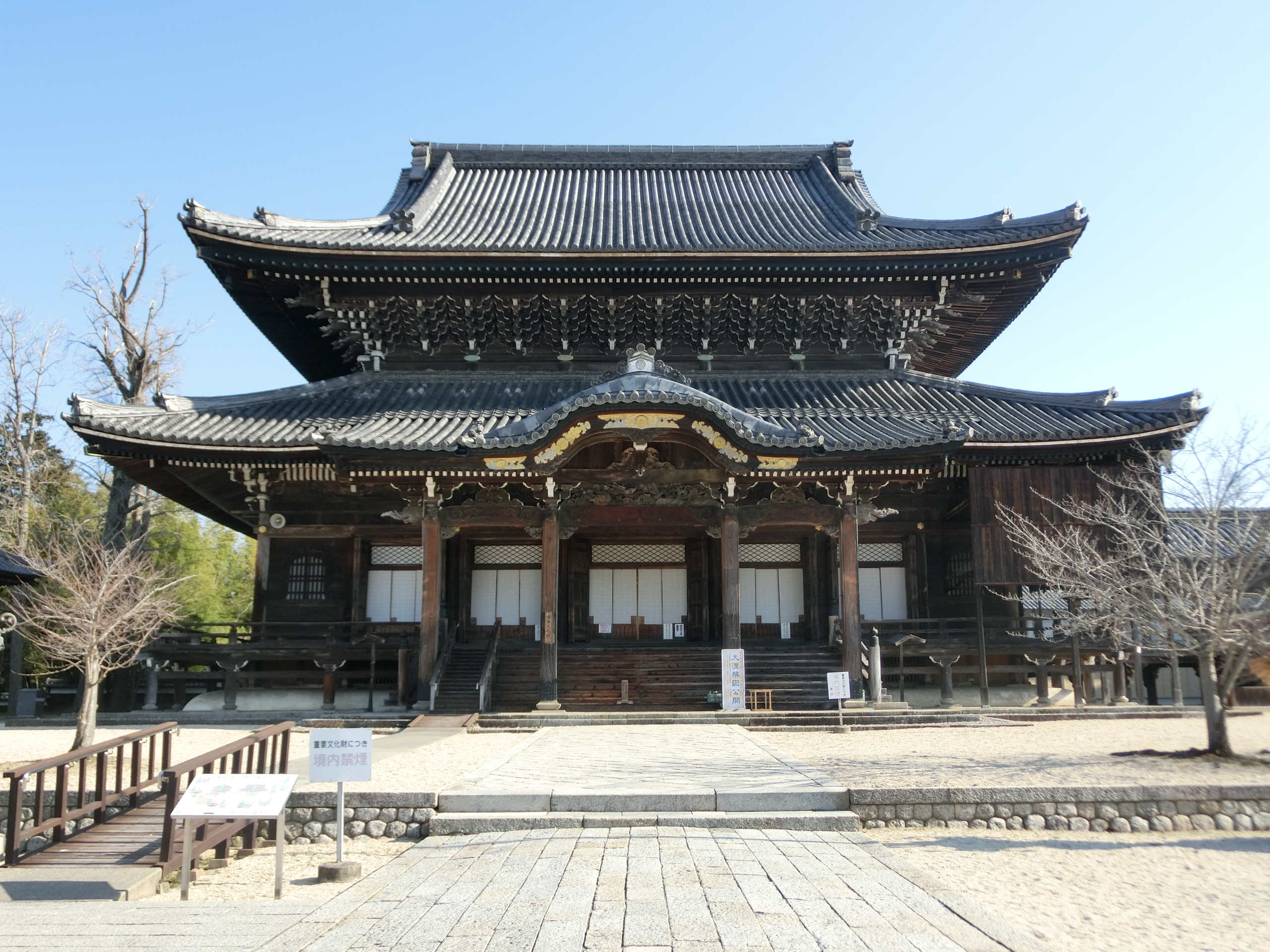
如来堂（国宝）
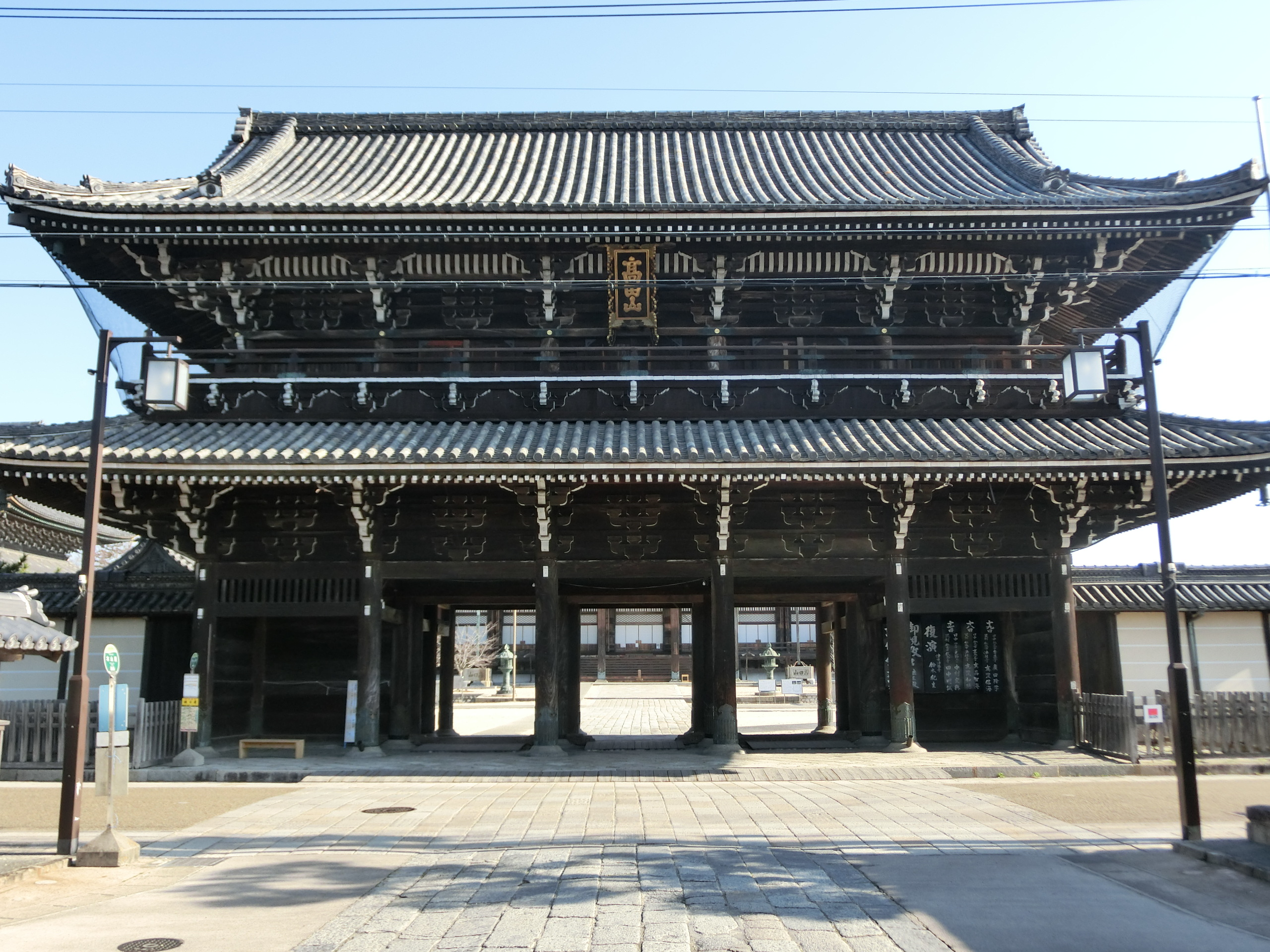
山門
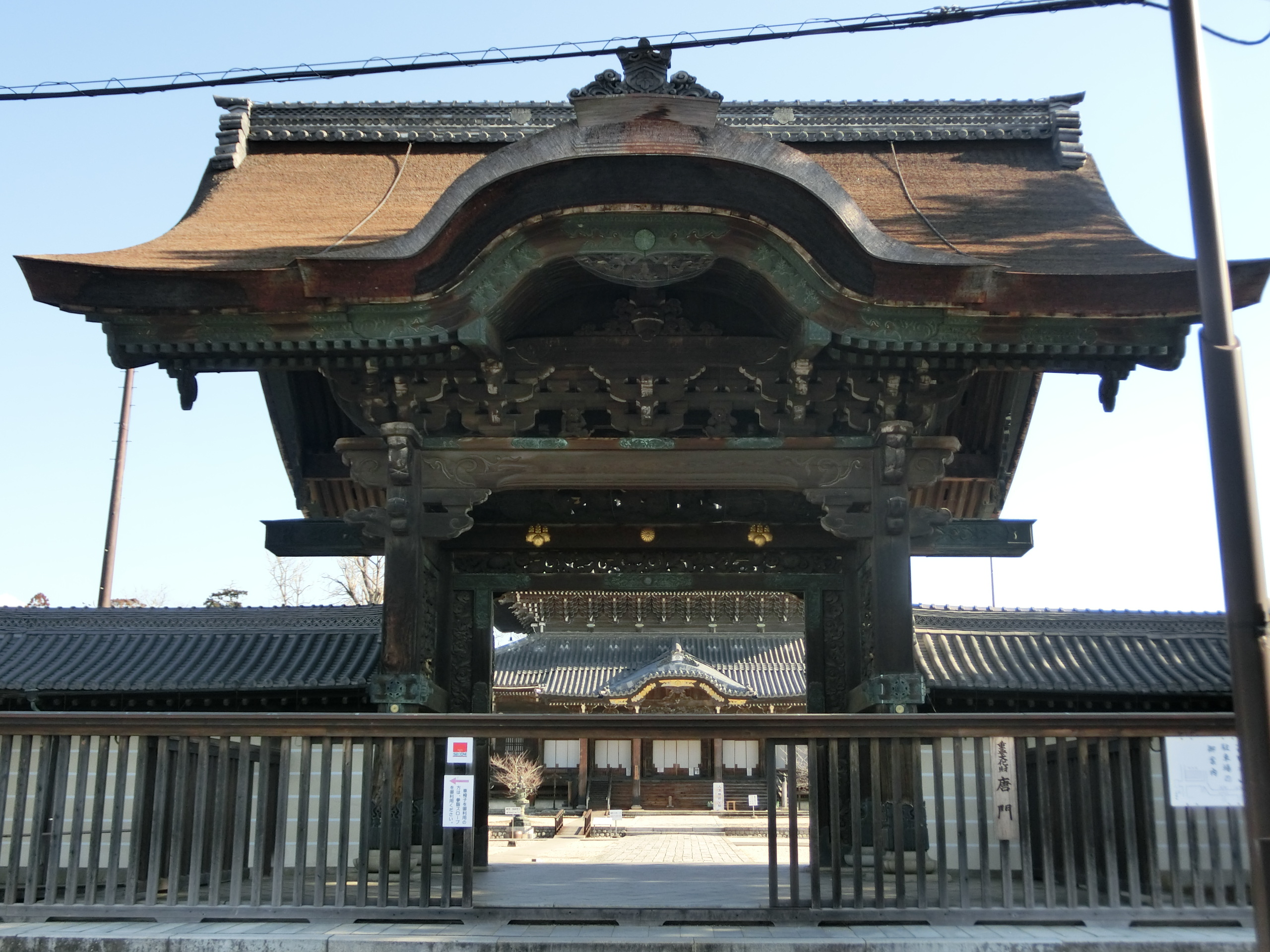
唐門
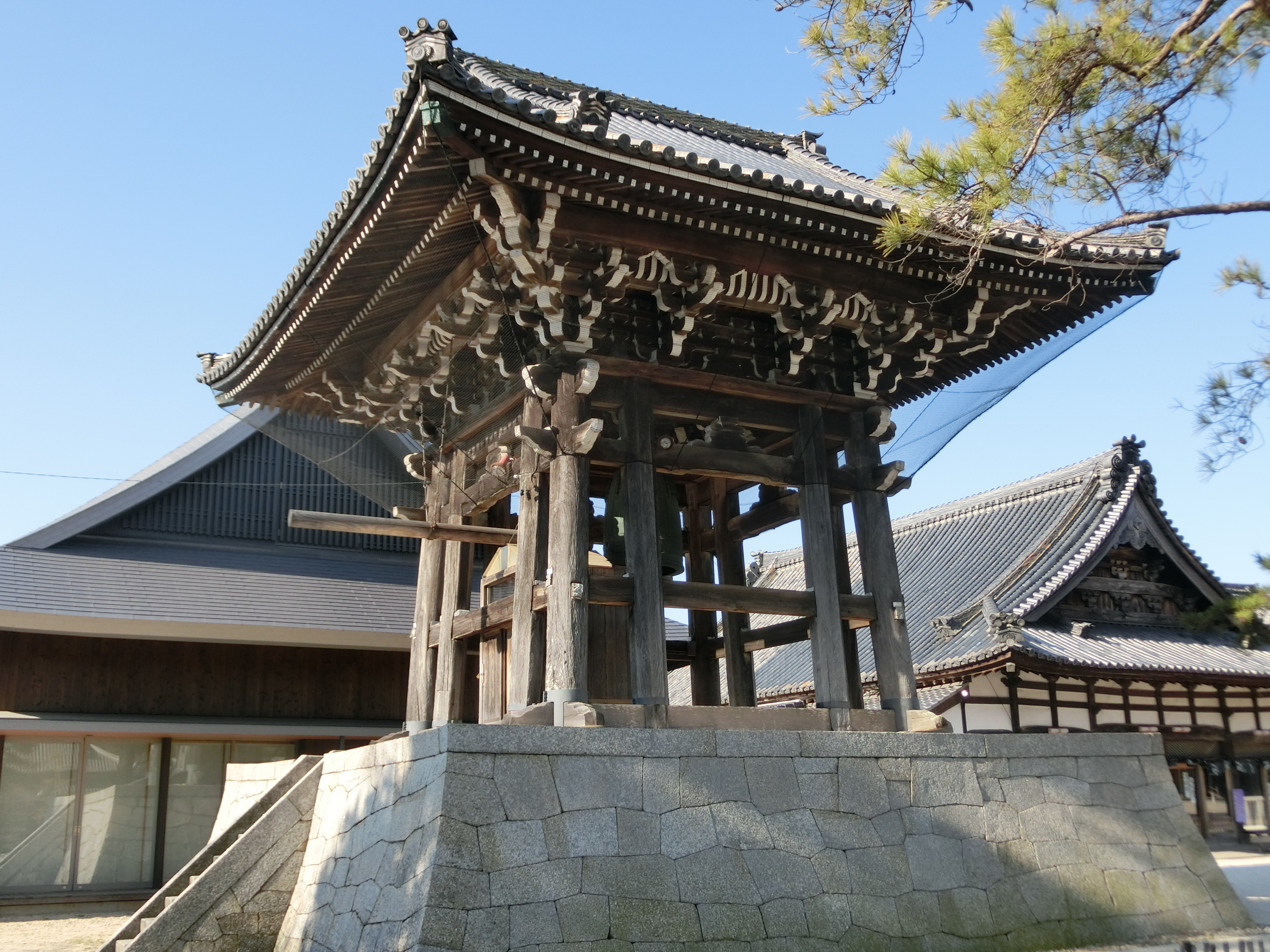
鐘楼
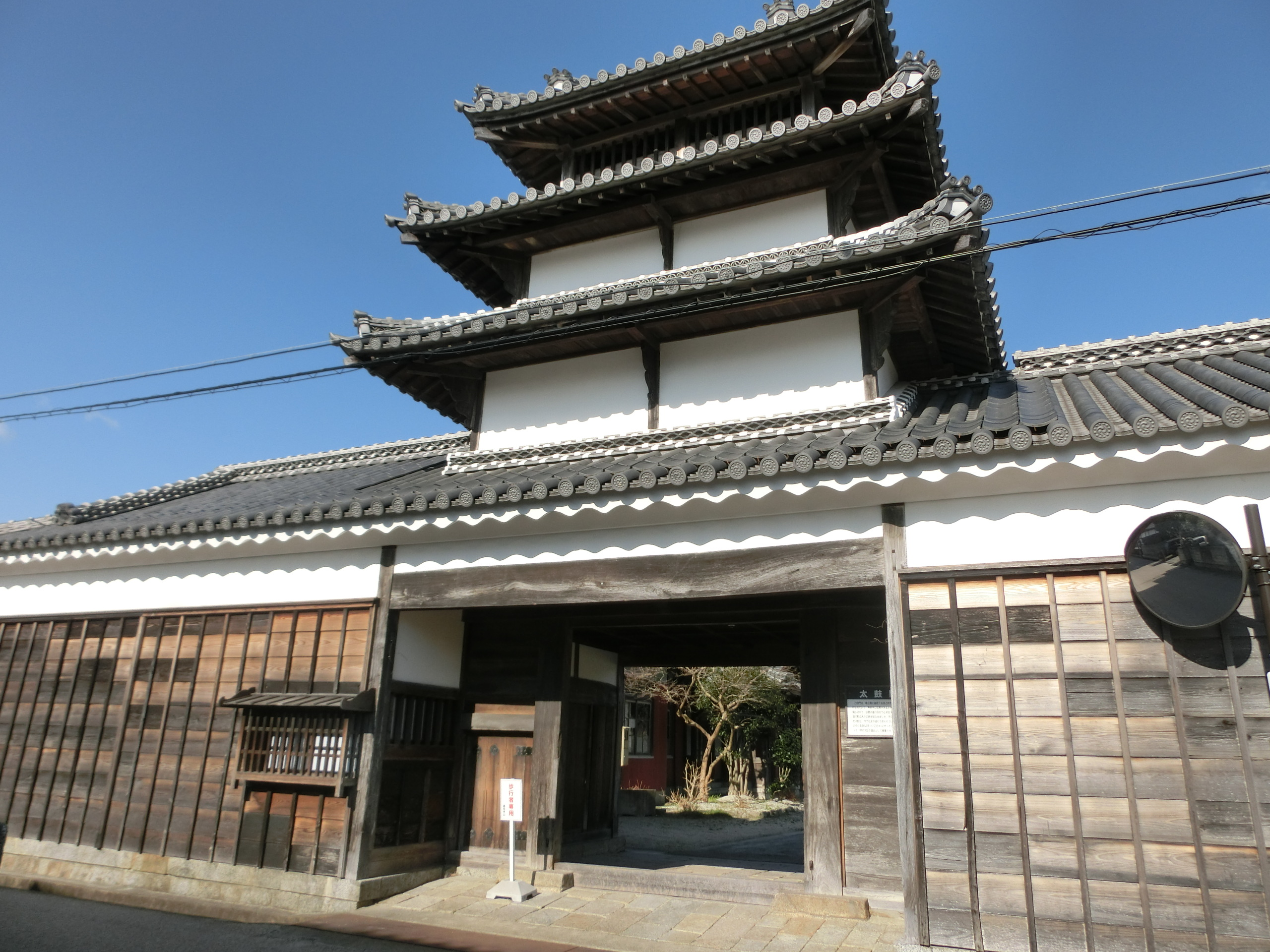
太鼓門
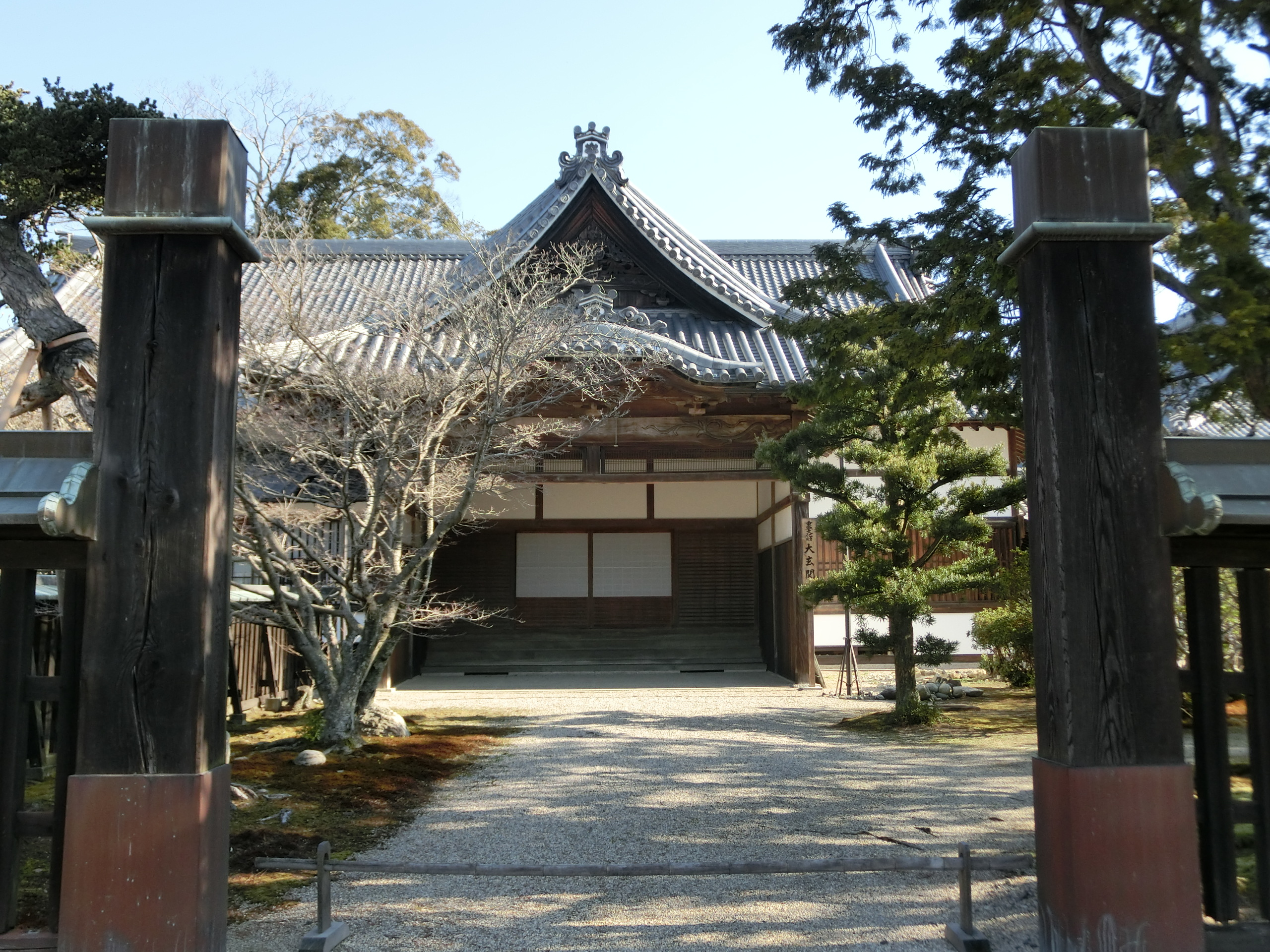
大玄関
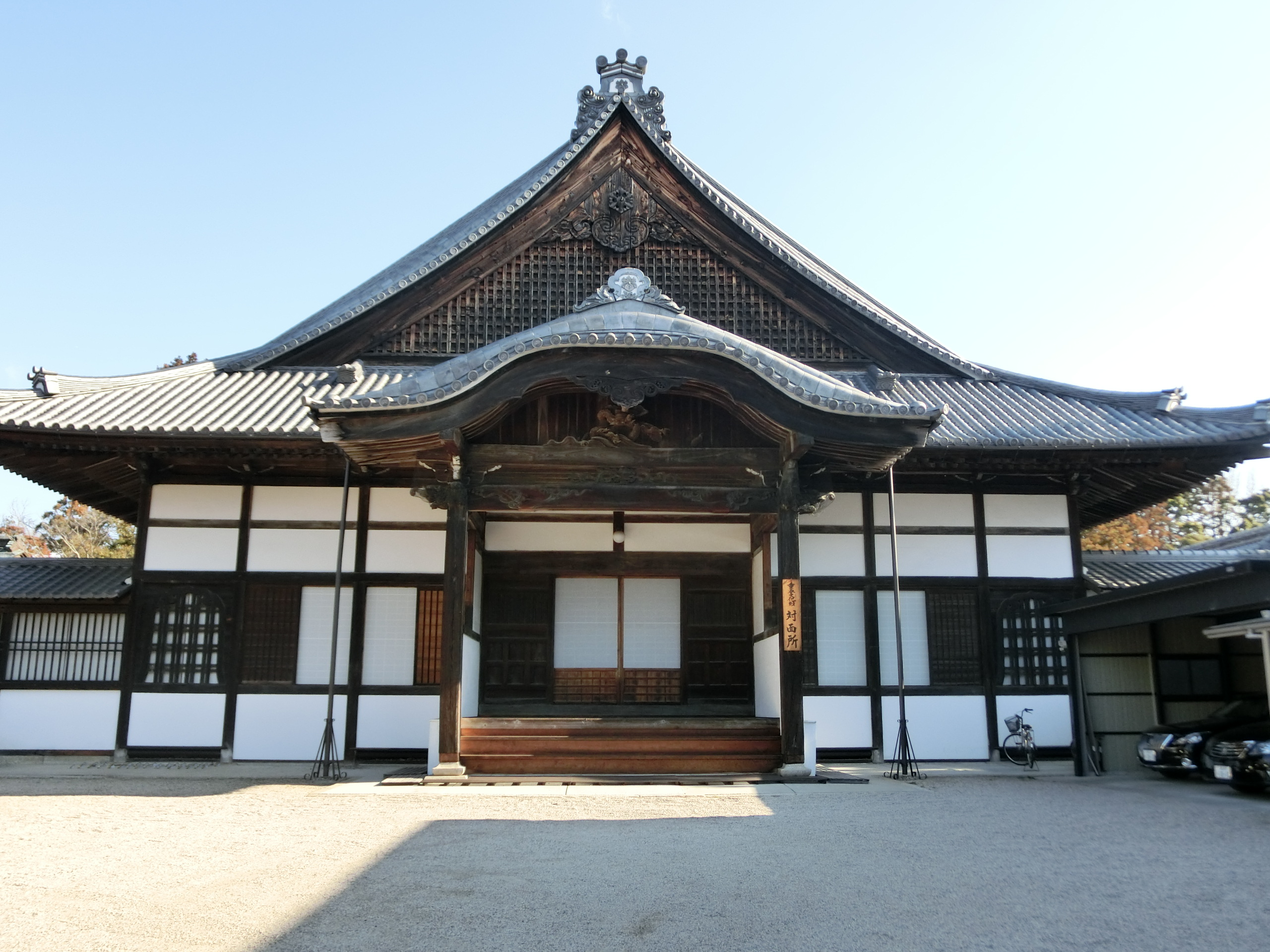
対面所

### 文化財

#### 国宝
- 御影堂　附：宮殿（くうでん） 1基・旧獅子口 1組
- 如来堂　附：宮殿（くうでん）1基・如来堂御建立録 1冊・御本山阿弥陀堂御上棟儀式御餝物 1枚
- 西方指南抄 6冊 親鸞筆　附：覚信等直門弟写本 6冊
- 三帖和讃 親鸞筆 3冊

#### 重要文化財
建造物
- 専修寺 11棟[10]
  - 山門
  - 唐門
  - 通天橋　附：棟札
  - 御廟拝堂
  - 御廟唐門及び透塀　附：骨堂
  - 鐘楼
  - 茶所（進納所）
  - 太鼓門
  - 大玄関
  - 対面所　附：棟札
  - 賜春館

美術工芸品
- 木造阿弥陀如来立像[11]　伝・快慶作
- 紙本著色善信上人絵詞伝 5巻 - 永仁3年。
- 絹本著色阿弥陀三尊像（1904年重文指定） - 高麗時代。
- 絹本著色阿弥陀三尊像（1913年重文指定） - 鎌倉時代[注 1]。
- 紙本淡彩歌仙像（伊勢・中務・小大君） 3幅 - 鎌倉時代。
- 紙本墨書観無量寿経 後柏原天皇宸翰 1冊 附：尊盛添文 1通
- 紙本墨書後陽成天皇宸翰消息（伏見殿宛）
- 紙本墨書水鏡 上・中・下 3帖 鎌倉時代
- 唯信鈔 聖覚作 親鸞筆（寛喜2年・1230年） 一冊・唯信鈔文意 親鸞筆（康元2年・1257年） 一冊・唯信抄文意 親鸞筆（康元2年） 一冊
- 親鸞聖人消息 10巻
- 教行信証（高田本） 6冊
- 見聞集 親鸞筆 2冊・大般涅槃経要文 親鸞筆 1冊
- 尊号真像銘文 親鸞筆 2冊 - 正嘉2年（1258年）。
- 慈円自筆書状（「不可説の夢記」云々）[12]
- 専修寺聖教（しょうぎょう）82点[11]
- 専修寺文書（306通）11巻、1幅、7帖、284通[11]

#### 三重県指定有形文化財
- 木造阿弥陀如来立像
- 銅造誕生釈迦仏立像
- 絹本着色真慧上人像 1幅
- 木造親鸞聖人坐像　附：紙本墨書順証筆消息 1巻
- 銅鐘 1口
- 笈 1個
- 銅鐸（野田出土） 1口

#### 三重県指定史跡・名勝
- 庭園「雲幽園」[13]

#### 津市指定有形文化財
- 専修寺釘貫門 1対2棟
- 木造聖徳太子立像
- 木造高松院坐像
- 谷川士清関係資料 6種33冊
- 銅鐘 1口
- 銅燈籠 2基

#### 津市指定有形民俗文化財
- 専修寺太鼓門の太鼓 1張　附：鉄鋲 87個

出典：2000年までの指定物件については、『国宝・重要文化財大全 別巻』（所有者別総合目録・名称総索引・統計資料）（毎日新聞社、2000）による。

## 特記事項
真宗高田派専修寺（およびその末寺）では他の真宗教団と異なり歎異抄を聖典として用いていない（否定しているわけではないことに要注意）。これは「専修寺には親鸞聖人の真筆文書が多数伝来しており、弟子の聞き書きである歎異抄をあえて用いる必要性が薄い」との考えによるものである。なお、専修寺は現存している親鸞の真筆文書の4割強を収蔵しており、これは東西本願寺よりも多い数である。